# Löyttyjärvi (sjö i Högfors, Nyland)
Löyttyjärvi är en sjö i kommunen Högfors i landskapet Nyland i Finland. Sjön ligger 113,8 meter över havet. Arean är 65 hektar och strandlinjen är 4,13 kilometer lång. Sjön  ingår i Karisåns huvudavrinningsområde.   Den ligger omkring 72 km nordväst om Helsingfors. 